# Lars Andersson (ishockeyspelare)
Lars Andersson, även kallad Lars Mozart Andersson, född 17 september 1954, är en svensk ishockeytränare och före detta spelare, som spelade för Örebro IK. 

## Biografi
Säsongerna 2000/2001 till 2004/2005 var han huvudtränare i HC Örebro 90. Från säsongen 2011/2012 var han sportchef i Örebro HK. Säsongen 2012/2013 tillträdde han som assisterande tränare, detta efter att Jens Gustavsson entledigas från rollen som assisterande tränare den 26 december 2012.
Från säsongen 2013/2014 var Mozart Team Manager i Örebro Hockey. Den 9 oktober 2014 hissades Lars Mozart Anderssons tröja upp i taket i Behrn Arena, och med det pensionerades nummer 3 hos Örebro Hockey. I samband med att nummer tre fredades, fick Bobbo Petersson byta till nummer 53.

## Klubbar
- Örebro IK (1974/1975–1987/1988)

## Tränarkarriär
Huvudtränare
- HC Örebro 90 (2000/2001–2004/2005)
- Lindlövens IF (2005/2006)
- Örebro HK J20 (2008/2009)

Assisterande tränare
- Örebro HK (2009/2010–2010/2011)
- Örebro HK (2012/2013)